# ماري طوق غوش
ماري طوق غوش (1963) مترجمة وكاتبة لبنانية. اشتهرت بتعريبها لروايات عالمية مثل «الجميلات النائمات» لياسوناري كواباتا، و«المرأة العسراء» لبيتر هاندكه، بالإضافة إلى ترجماتها لقصائد عباس بيضون وعبده وازن إلى اللغة الفرنسية. نُشرت لها قصص قصيرة ومقالات نقدية في صحف لبنانية وعربية. حصلت على إجازة في الأدب الفرنسي من الجامعة اللبنانية عام 1990.

## السيرة المهنية
نُشرت لها قصص قصيرة ومقالات نقدية في العديد من الصحف اللبنانية والعربية. اعتبرت رواية «الجميلات النائمات» أول عمل ترجمته ماري إلى اللغة الفرنسية. عندما قرأت إحدى صديقات ماري فصل من فصول الرواية المترجمة، ارسلتها فوراً إلى مسؤول جريدة السفير، إلياس خوري، الذي أبدى اعجابه بالترجمة وطلب منها إرسال الرواية بأكملها. بعدما تلقى خوري مخطوطة الترجمة، أرسلها إلى مؤسس دار الآداب، سهيل إدريس، الذي قام بنشر الرواية. وبدأت مسيرتها في مجال الترجمة. وترجمت أيضاً قصائد عباس بيضون وعبده وازن إلى اللغة الفرنسية، وسيناريوهات للمخرجة الراحلة رندة الشهال.
حظيت ترجماتها الأدبية باعتراف واسع النطاق ونشرت العديد منها في مشروع ”كلمة“ للترجمة التي نظمتها دائرة الثقافة والسياحة عام 2017، من بينها رواية «طقس سيئ» للكاتبة الفرنسية ماري ندياي.
تعمل ماري حاليًا كمعلمة في مدينة جبيل اللبنانية، حيث تقيم أيضاً.

## أعمالها
البعض من ترجماتها تشمل:
- «جبل الروح» للكاتب جاو كسينجيان، دار الآداب، بيروت، 1990. اشترك الشاعر والمترجم الراحل بسام حجار مع ماري في ترجمة هذه الرواية.[3]
- ”المرأة العسراء“ للكاتب بيتر هاندكه، دار الآداب، بيروت، 1990.
- ”مدافن الكبوشيين“ للكاتب جوزيف روث، دار الفارابي، بيروت، 1997.
- ”أوريليا" للكاتب جيرار دي نرفال، دار الفارابي، بيروت، 2003.
- "الجميلات النائمات“ للكاتب ياسوناري كوابات، مكتبة بستان المعرفة للطباعة والنشر والتوزيع، الإسكندرية، 2006.
- «تاريخ بيروت» للكاتب سمير قصير،  دار النهار للنشر، بيروت، 2006.
- «ملك الغائبين» للكاتب إلياس صنبر، دار النهار للنشر، بيروت، 2007.
- ”كائن التي لا تحتمل خفته“ للكاتب ميلان كونديرا، المركز الثقافي العربي، بيروت، 2008.
- ”زون“ للكاتب ماتياس إينار، المكتبة الشرقية، بيروت، 2008.
- «المثقفون» للكاتبة سيمون دي بوفوار، دار الآداب، بيروت، 2009.
- ”تحت العريشة“ للكاتبة هيام يارد، دار الآداب، بيروت، 2012.
- "العصفور الأزرق وحكايات أخرى“ للكاتبة مارى كاترين دونوا، مشروع كلمة - دائرة الثقافة والسياحة، أبو ظبي، 2013.
- «نصوص الصبا» للكاتب جوستاف فلوبير، مشروع كلمة - دائرة الثقافة والسياحة، أبو ظبي، 2014.
- «بنيات اللهب» للكاتب جيرار دي نرفال، دار الكتب الوطنية لدولة الإمارات، أبو ظبي، 2018. يضم الكتاب قصص وأشعار ما تم تصنيفه ضمن سلسلة «كلاسيكيات الأدب الفرنسي»، واشرف عليه الشاعر والأكاديمي، كاظم جهاد.[4]
- فصل من رواية ”الرحيمات“ للكاتب جوناثان ليتل، جريدة النهار، بيروت.